# Гумберт із Муаєнмутьє
Гумберт із Муаєнмутьє (фр. Humbert de Moyenmoutier; відомий теж як Гумберт Сільва-Кандідський — лат. Humbertus de Silva Candida; між 1000 та 1015 — 5 травня 1061) — французький бенедиктинець, абат, кардинал, відомий своєю роллю в розколі християнських церков.

## Життєпис
Гумберта віддали в послушники до бенедиктинського монастиря в Муаєнмутьє в Лотарингії, коли йому виповнилося 15 років. Досягнувши повноліття він прийняв постриг. 1049 року папа Лев IX запросив його до Рима й призначив 1050 року архієпископом Сицилії, але туди Гумберта не пустили, й наступного року він отримав посаду єпископа-кардинала Сільва-Кандіди.
Виконуючи обов'язки папського секретаря, 1053 року Гумберт отримав листа від охридського архієпископа Лева з критикою західного обряду. Гумберт переклав листа з грецької на латинь і віддав його папі. Папа звелів написати відповідь. Це призвело до призначення Гумберта керівником делегації в Константинополь. Крім нього до делегації входили Фрідріх Лотаринзький (пізніше папа Стефан IX (X)) та архієпископ Амальфі Петро.
Візантійський імператор Костянтин IX радо прийняв делегацію, але константинопольський патріарх Михайло Кіруларій поставився до неї вороже. Врешті-решт, 16 липня 1054 року, Гумберт під час літургії в Софійському соборі поклав на вівтар папську буллу про відлучення Кіруларія від церкви. Ця подія офіційно завершила поступове відчуження між східним та західним християнством, і вважається початком Великої схизми.
Пізніше, за папи Стефана IX, Гумберт обіймав посаду бібліотекаря в Римській курії. 1057 року він написав трактат проти симонії, яким зробив внесок у початок григоріанської реформи. Його також називають одним із авторів декрету 1059 року, за яким папу обирає колегія кардиналів.
Гумберт помер у Римі 5 травня 1061 року. Його поховали в Латеранській базиліці.